# Cedusa magnifica
Cedusa magnifica är en insektsart som först beskrevs av Yang och Wu 1993.  Cedusa magnifica ingår i släktet Cedusa och familjen Derbidae. Inga underarter finns listade i Catalogue of Life.